# Pierre Bézier
Pierre Bézier (Parijs, 1 september 1910 - aldaar, 25 november 1999) was een Franse ingenieur.
Bézier vond in de jaren 1950 voor autofabrikant Renault een wiskundige kromme uit, die carrosseriedelen kan tekenen, bézierkrommen. Tezelfdertijd zocht Paul de Casteljau bij concurrent Citroën naar een gelijkaardige methode. Als compromis noemt men het gehanteerde basisalgoritme het algoritme van de Calsteljau en de eruit afgeleide krommen bézierkrommen.